# Шелестово (Волгоградская область)
Шелестово — село в Октябрьском районе Волгоградской области России, административный центр Шелестовского сельского поселения.

## История
Дата основания не установлена. Впервые обозначено на карте Астраханской епархии 1901 года под названием Шелестовка как село с церковью и школой грамотности.
Согласно памятной книжке Астраханской губернии на 1914 год хутор Шелистов относился к Аксайской волости Черноярского уезда, в хуторе имелся 81 дворов, проживало 323 души мужского и 324 женского пола.
В 1919 году в составе Черноярского уезда включено в состав Царицынской губернии. В 1936 году административный центр Шелестовского сельсовета Ворошиловского района Сталинградской области.

## География
Село расположено в степной местности на берегах реки Аксая Есауловского в 34 километрах к востоку от посёлка Октябрьский.

## Население
Динамика численности населения
| 1908 | 1914 | 2002 |
| ---- | ---- | ---- |
| 519  | 647  | 980  |

| 2010 |
| ---- |
| 910  |